# Cleombrotus (regent van Sparta)
Cleombrotus (Grieks: Κλεόμβροτος) zoon van Anaxandridas II was een Spartaanse generaal tijdens de Tweede Perzische Oorlog. In 480 was hij ook regent van Sparta. Hij was een halfbroer van Cleomenes I, en de jongste broer van Dorieus en Leonidas I. Volgens sommigen was hij de tweelingbroer van Leonidas. Cleombrotus had twee zonen: Pausanias, overwinnaar in de slag bij Plataeae, en Nicomedes, die in de slag bij Tanagra het bevel voerde.
Toen Leonidas werd gedood in de Slag bij Thermopylae in augustus van 480 v. Chr., was zijn oudste zoon Pleistarchos nog te jong om al koning te worden. Pleistarchos werd koning in naam, en Cleombrotus werd aangesteld als zijn voogd en als regent. Meteen na zijn aanstelling als regent, werd hij samen met zijn leger weggezonden naar de Landengte van Korinthe. Daar maakte hij de skironische weg onbruikbaar en bouwde hij een verdedigingsmuur. Herodotus zegt dat er toen een zonsverduistering plaatsvond, waardoor Cleombrotus halsoverkop terugkeerde naar Sparta, waar hij kort nadien stierf. Volgens wetenschappers vond die zonsverduistering echter plaats op 2 oktober 480 v.Chr., waardoor aangenomen wordt dat Cleombrotus zich terugtrok na de Griekse overwinning bij de Slag bij Salamis.